# Walter Little
Walter Kenneth Little (Tokoroa, 14 ottobre 1969) è un ex rugbista a 15, allenatore di rugby a 15 e imprenditore neozelandese, apertura-centro del North Harbour per tredici stagioni e presente a due Coppe del Mondo con gli All Blacks.

## Biografia
Messosi in luce sin da giovane, fu reclutato per la selezione provinciale del North Harbour nel 1988 a 19 anni; con essa trascorse 13 stagioni consecutive, totalizzando alla fine della sua esperienza con tale rappresentativa 145 presenze e 336 punti nel campionato provinciale neozelandese.
Esordì in un test match per gli All Blacks nel giugno 1990 contro la Scozia a Dunedin e l'anno seguente prese parte alla Coppa del Mondo di rugby 1991 in Inghilterra dove la Nuova Zelanda giunse terza.
Nel periodo invernale dell'Emisfero Nord fu in Italia per due stagioni al Rugby Roma tra il 1993 e il 1995.
Ancora, fu presente alla Coppa del Mondo di rugby 1995 in Sudafrica, dove fu finalista, sconfitto proprio dalla formazione di casa nella gara per il titolo.
Fu professionista negli Chiefs e nei Bulls, squadre di Super 12, dal 1996 al 2000, per poi trasferirsi in Giappone ai Sanyo Wild Knights con un contratto triennale, poi interrotto dopo due stagioni per un possibile rientro in Nuova Zelanda al North Harbour che in realtà non avvenne, segnando così il ritiro dall'attività agonistica.
Dopo il ritiro si è dedicato all'allenamento e all'attività imprenditoriale.
Nel 1996 uscì una biografia autorizzata, Midfield Liaison, a opera di Bob Howitt, dedicata alla sua lunga collaborazione in campo con il suo compagno di reparto nella linea mediana degli All Blacks Frank Bunce.